# Liga de Futebol Amador da Rússia
A Liga de Futebol Amador da Rússia - em russo: Любительская футбольная лига - é o quarto nível do sistema de ligas do futebol russo.
É dividida em dez subdivisões: Extremo-Leste, Sibéria, Urais/Sibéria Ocidental, Norte-Oeste, Centro (Moscou), Centro (Óblast de Moscou), Anel de Ouro, Região de Chernozemye, Região do Volga e Sul.
Os vencedores são promovidos à Segunda Divisão (na realidade, é o terceiro escalão do futebol da Rússia).